# Lemnaceae
Le Lemnaceae sono una famiglia di piante aquatiche angiosperme monocotiledoni anche conosciute con il nome volgare di lenticchia d'acqua o duckweed.
Il nome Lemnaceae deriva dal greco limnoúla che significa stagno per via della nicchia ecologica aquatica occupata da queste piante.
La famiglia include due sotto famiglie (Lemnoideae e Wolffioideae), 5 generi (Spirodela, Lemna, Landoltia, Wolffia e Wolffela) e 36 specie di dimensione variabile:
le specie del genere Spirodela hanno le fronde più grande che possono raggiungere anche i 20 mm mentre al genere Wolfia appartengono le specie più piccole con meno di 2mm in diametro, le specie del genere Lemna sono intermedie con dimensioni variabili di 6-8 mm.
La famiglia delle Lemnaceae non viene riconosciuta dalla classificazione APG IV che pone i generi relativi nella famiglia delle Araceae (sottofamiglia Lemnoideae).
Nel 2007 una specie appartenente alle Lemnaceae ha infestato il lago di Maracaibo.

## Tassonomia
Comprende i seguenti generi:
- Landoltia Les & D. J. Crawford
- Lemna L.
- Spirodela Schleid.
- Wolffiella (Hegelm.) Hegelm.
- Wolffia Horkel ex Schleid.

## Descrizione
Le Lemnaceae sono piante acquatiche galleggianti tipiche di acque ferme.
L'apparato vegetativo è ridotto a piccole foglie lenticolari.
Sono le più piccole angiosperme conosciute infatti i fiori, molto piccoli, sono difficilmente osservabili: sono unisessuali portanti 1 stame e 1 carpello con perianzio assente.
Nonostante siano in grado di svolgere riproduzione sessuata la forma preferita di crescita di una colonia di lemnaceae è sicuramente la riproduzione vegetativa.
Una Lemnacea è formata da una singola foglia madre dal quale si sviluppa una seconda foglia figlia che a maturazione si stacca ricominciando il ciclo. In condizioni ottimali una colonia può raddoppiare il proprio numero nel corso di due o tre giorni.
Una singola fronda può produrre fino a 10 generazioni di progenie in un periodo compreso tra 10 giorni e diverse settimane prima di morire. Man mano che la fronda invecchia, il suo contenuto di fibre e minerali aumenta e si riproduce a un ritmo più lento.
Durante l'inverno formano una struttura protettiva detta turione che affonda sul fondo dello specchio d'acqua per poi riemergere con il cambio di stagione.

## Distribuzione
Le Lemnaceae sono adattate a un'ampia varietà di zone geografiche e climatiche e possono essere trovate in tutti gli ambienti ad eccezione di deserti aridi e regioni polari permanentemente ghiacciate. La maggior parte, tuttavia, si trova nei climi moderati delle zone tropicali e temperate. Molte specie possono sopravvivere a temperature estreme, ma crescono più velocemente in condizioni calde e soleggiate. Sono diffuse dalle inondazioni e dagli uccelli acquatici.
Le specie di lenticchia d'acqua hanno una capacità intrinseca di sfruttare condizioni ecologiche favorevoli crescendo in modo estremamente rapido.

## Interesse agronomico
Sebbene la lenticchia d'acqua possa sembrare un fastidio per alcuni a causa della sua rapida crescita e della capacità di coprire la superficie dei corpi idrici, negli ultimi anni l'interesse in ambiente accademico nei confronti di questa famiglia è cresciuto molto grazie ai diversi potenziali usi e benefici di queste piccole piante:
Biocarburante: la lenticchia d'acqua è una materia prima promettente per la produzione di biocarburante grazie alle sue caratteristiche vantaggiose come la rapida crescita clonale; adattabilità globale in un’ampia gamma di climi; contenuto proteico naturalmente elevato; e un alto contenuto di amido inducibile con bassa o nessuna lignina, che consente altri prodotti a valore aggiunto.
Inoltre, la lenticchia d'acqua, rispetto ad altre materie prime per il bioetanolo (mais, manioca, canna da zucchero, scarti agricoli e prodotti forestali) non compete per spazio e risorse con altre colture e non richiede pretrattamenti.
Consumo animale e umano: è considerato un alimento nutrizionale sia per il bestiame che per l'uomo grazie al suo alto contenuto di proteine e fibre alimentari. La lenticchia d'acqua potrebbe fornire in quantità sufficiente tutti gli aminoacidi essenziali che soddisfano le raccomandazioni dell'Organizzazione Mondiale della Sanità (OMS) ed è ricca di pigmenti benefici e antiossidanti.
Storicamente, la lenticchia d'acqua è stata utilizzata come ingrediente nelle ricette tailandesi dove è conosciuta come khai-nam,kai-pum, o kai-nhae che significa "uovo d'acqua", talvolta viene chiamata anche Mankai che è il nome registrato per un ceppo coltivato di Wolffia globosa.
Le lemnaceae sono usate con vario grado di successo come alimento per vari animali allevati come polli, maiali, papere, e pesci erbivori.
Trattamento delle acque reflue: l’inquinamento idrico è una delle principali sfide che le economie emergenti devono affrontare. L. minor è stata ampiamente applicata per la bonifica di vari inquinanti chimici. La pianta viene utilizzata separatamente o in combinazione con altre macrofite acquatiche come tecnologia di trattamento dell'inquinamento su base ecologica, in particolare per il trattamento degli effluenti provenienti da impianti di produzione industriale e agricola.
Sebbene un impianto di trattamento delle acque reflue a base di lenticchia d'acqua non sia sempre conveniente quanto i tradizionali stagni di stabilizzazione dei rifiuti a causa della semplicità, del basso costo e dell'elevata efficienza dei sistemi di stagni di stabilizzazione che competono con la generazione di un reddito netto derivato da un mangime qualitativamente elevato ottenuto da sistemi di trattamento della lenticchia d'acqua.

## Coltivazione
Essendo piante acquatiche per la sua coltivazione necessitano inevitabilmente di uno specchio d'acqua con rese anche molto elevate, in condizioni sperimentali, il loro tasso di produzione può avvicinarsi ad una resa estrapolata di quattro tonnellate/ha/giorno di biomassa vegetale fresca, o circa 80 tonnellate/ha/anno di materiale solido.
Questo modello ricorda più da vicino la crescita esponenziale delle alghe unicellulari che quella delle piante superiori e denota un potenziale biologico insolitamente alto. I tassi di crescita medi delle colonie non gestite delle lemnaceae saranno ridotti da una serie di stress: scarsità o squilibrio di nutrienti, tossine, pH e temperature estreme, affollamento dovuto alla crescita eccessiva della colonia e competizione da parte di altre piante per luce e sostanze nutritive.
Rese effettive di materiale fresco dalla coltivazione su scala commerciale delle specie Spirodela, Lemna e Woiffla nel sito sperimentale di Mirzapur in Bangladesh varia da 0,5 a 1,5 tonnellate/ha/giorno, che equivale a 13-38 tonnellate/ha/anno di materiale solido.
Possono essere coltivate in vasche artificiali o in bacini naturali utilizzando fertilizzanti organici come il letame o anche in sistemi indoor verticali.
La profondità della vasca di coltivazione può variare da pochi cm a qualche metro a seconda delle necessità.
Vengono anche coltivate in sistemi di acqucoltura in regime di policoltura per l'alimentazione passiva di varie specie di pesci come Tilapia del nilo (Oreochromis niloticus) e la carpa erbivora (Ctenopharyngodon idella).

## Patogeni
Vista la scarsa attenzione del passato nei confronti delle lemnaceae in ambito agronomico pochi studi sono stati svolti sui principali patogeni di queste specie.
Tra i più frequenti in letteratura si trovano Tracya lemnae, Olpidium amoebae (syn. Reesia amoeboides) e Pythium spp..
Tra i principali competitori troviamo i cianobatteri e le alghe.